# Ogawa Mataji

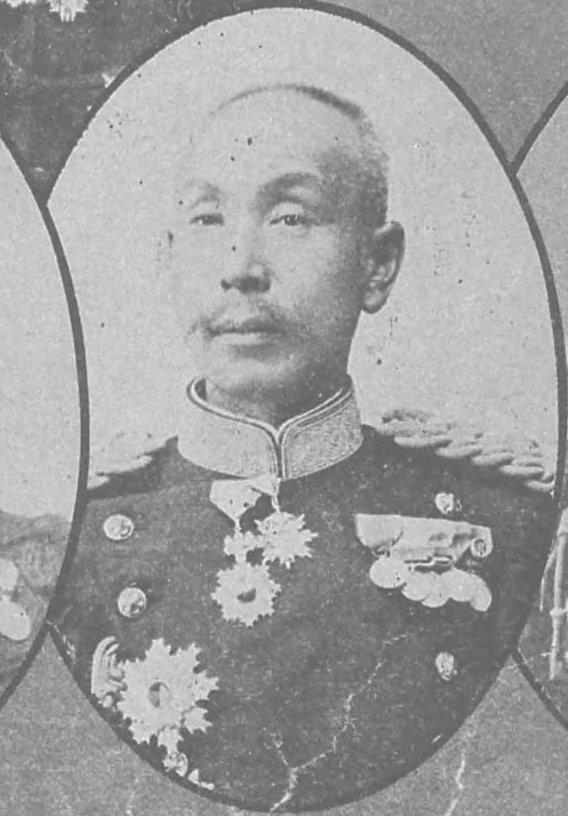
Ogawa Mataji, etwa 1904

Shishaku Ogawa Mataji (jap. 小川 又次; * 22. Oktober 1848 in Kokura, Japan; † 20. Oktober 1909 in Tokio, Japanisches Kaiserreich) war ein General des Kaiserlich Japanischen Heeres.

## Leben
Ogawa wurde im Lehen Kurume nahe der heutigen Präfektur Fukuoka geboren und wurde 1872 Offizier im Kaiserlich Japanischen Heer. Zwei Jahre später nahm er an der Strafexpedition nach Taiwan teil. Sein erstes Kommando übernahm Ogawa während des Ersten Chinesisch-Japanischen Krieges. 1895 folgte die Ernennung zum Danshaku (Baron) nach dem japanischen Adelssystem des Kazoku. Kurz darauf erfolgte die Beförderung zum Generalleutnant.
Während des Russisch-Japanischen Krieges erhielt Ogawa den Oberbefehl über die 4. Division, die der 2. Armee unter General Oku Yasukata unterstellt war. Er führte die Division während der Schlachten am Nanshan, von Te-li-ssu und Liaoyang. Während zuletzt genannter Schlacht wurde er verwundet und kehrte nach Tokio zurück, wurde dort zum General befördert und verließ kurz darauf die Streitkräfte.
1907 wurde er zum shishaku, dem japanischen Äquivalent eines Vizegrafs, ernannt. Ogawa Mataji starb am 20. Oktober 1909 in Tokio an einer Bauchfellentzündung.

## Auszeichnungen
- Orden vom Goldenen Weih, 2. Klasse, 1907